# Чужая патриция (альбом)
«Чужая патриция» — музыкальный альбом группы Alien Pat Holman вышедший в 1995 году.
Это была первоначально группа «Alien Pat. Holman», возглавляемая Гансом Хольманом, но чуть позже Ганс познакомился с Дельфином, психоделическая музыкальная группа Alien Pat. Holman вылилась в альтернативный проект «Дубовый Гаайъ». Дельфин был автором текстов в Дубовом Бэнде, но параллельно группа Alien Pat Holman продолжала писать музыку, со словами на английском языке, отдельно от Дубового Бэнда. Но в 1996 году Дельфин покинул Дубовый Гаайъ, и ребятам из APH ничего не оставалось, как продолжать исполнять музыку в духе Alien Pat. Holman, но уже в Дубовом Бэнде.

## Список композиций
Издание альбома долгое время являлось загвоздкой в истории о "Дубовом Гаайе". Поэтому на CD версии альбома много недостоверной информации, включая список участников и искаженные названия композиций.
| №  | Название                                     | Длительность |
| -- | -------------------------------------------- | ------------ |
| 1. | «Coming»                                     | 5:00         |
| 2. | «An American dreamer»                        | 4:00         |
| 3. | «Fish Poetry + Joe's Bluse»                  | 5:00         |
| 4. | «Ode to Brian Jones/Requem to Rocken'roll /» | 10:00        |
| 5. | «It's only the Show»                         | 6:00         |
| 6. | «The school again»                           | 8:00         |
| 7. | «Moscow Girl»                                | 7:00         |
| 8. | «Here Goes Little Voodoo»                    | 10:00        |
| 9. | «Chrystal Jazz»                              | 3:00         |

| №   | Название                                      | Длительность |
| --- | --------------------------------------------- | ------------ |
| 1.  | «Coming»                                      | 9:18         |
| 2.  | «An American Dreamer»                         | 4:40         |
| 3.  | «Fish Poetry»                                 | 3:52         |
| 4.  | «Joe's Blues»                                 | 1:56         |
| 5.  | «Ode to Brian Jones (Requiem to Rocken'roll)» | 8:30         |
| 6.  | «It's Only the Show»                          | 0:48         |
| 7.  | «The School Again»                            | 7:32         |
| 8.  | «I Know the Code of Your Life»                | 4:34         |
| 9.  | «Moscow Girl»                                 | 6:43         |
| 10. | «Here Goes Little Voodoo»                     | 11:10        |
| 11. | «Crystal Jazz»                                | 3:50         |

## Участники записи
- Ганс Хольман — вокал, гитара
- Иван Лебедев — синтезатор, плёнки
- Роман Лебедев — ритмика
- Влад Буцык — основная ритмика
- Андрей Грачёв — звукоинжениринг

## Дополнительная информация
- Автор музыки и текстов — Ганс Патриций Хольман.
- Несмотря на то, что буквально вся музыка альбома исполнена на английском языке, в скит под номером 6 был вставлен диалог на русском — диалог между Человеком и Богом из советского художественного фильма «Допинг для ангелов» (1990).
- «Ode to Brian Jones (Requiem to Rocken'roll)» — посвящение легендарному участнику Rolling Stones, погибшему в схватке с героином.
- «The school again» успела войти в 95м году в первую российскую психоделическую компиляцию «FlyingHigh».

## Неточности
На внутренней стороне обложки диска (и кассеты) указаны имена Дельфина (Дольпф), Миши Воинова (Миша Вор’роу) и Мутабора (Д. Мутто-Бутто), хотя ни один из них не участвовал в создании и записи альбома. Вероятно это связано с тем, что обложка, как и сам альбом, создавалась в 1995 году. Тогда ещё Дельфин, Мутабор и Миша Воинов были участниками группы.